# Sudamericano de Futsal Sub-20 2004
El Sudamericano de Futsal Sub-20 2004 es la primera edición del campeonato continental de Sudamérica para jugadores Sub-20 de Fútbol sala. Se trata del primer torneo internacional juvenil para escuadras nacionales en este deporte.
El certamen se disputó del 14 al 20 de junio de 2004 en la ciudad brasileña de Fortaleza (estado de Ceará) en el Gimnasio Paulo Sarasate, al final el título fue para el local que doblegó en la final a Venezuela por 5-1, el podio lo completo  Uruguay que le ganó el tercer puesto a Paraguay por 5-2.

## Equipos participantes
| Equipos participantes | Equipos participantes | Equipos participantes | Equipos participantes |
| --------------------- | --------------------- | --------------------- | --------------------- |
| Argentina             | Colombia              | Perú                  |                       |
| Brasil                | Ecuador               | Uruguay               |                       |
| Chile                 | Paraguay              | Venezuela             |                       |

## Primera fase

### Grupo A
| Grupo A   | Pts | PJ | PG | PE | PP | GF | GC | Dif |
| --------- | --- | -- | -- | -- | -- | -- | -- | --- |
| Venezuela | 9   | 4  | 3  | 0  | 1  | 17 | 12 | +5  |
| Paraguay  | 9   | 4  | 3  | 0  | 1  | 19 | 15 | +4  |
| Argentina | 6   | 4  | 2  | 0  | 2  | 9  | 9  | 0   |
| Colombia  | 3   | 4  | 1  | 0  | 3  | 10 | 14 | -4  |
| Ecuador   | 3   | 4  | 1  | 0  | 3  | 16 | 21 | -5  |

| 2004 | Ecuador | 2:4 | Colombia |  |  |

| 2004 | Argentina | 2:0 | Venezuela |  |  |

| 2004 | Paraguay | 4:5 | Venezuela |  |  |

| 2004 | Colombia | 1:2 | Argentina |  |  |

| 2004 | Ecuador | 5:3 | Argentina |  |  |

| 2004 | Colombia | 3:4 | Paraguay |  |  |

| 2004 | Ecuador | 4:6 | Venezuela |  |  |

| 2004 | Argentina | 2:3 | Paraguay |  |  |

| 2004 | Colombia | 2:6 | Venezuela |  |  |

| 2004 | Ecuador | 5:8 | Paraguay |  |  |

### Grupo B
| Grupo B | Pts | PJ | PG | PE | PP | GF | GC | Dif |
| ------- | --- | -- | -- | -- | -- | -- | -- | --- |
| Brasil  | 9   | 3  | 3  | 0  | 0  | 46 | 3  | +43 |
| Uruguay | 6   | 3  | 2  | 0  | 1  | 16 | 12 | +4  |
| Chile   | 1   | 3  | 0  | 1  | 2  | 6  | 29 | -23 |
| Perú    | 1   | 3  | 0  | 1  | 2  | 11 | 35 | -24 |

| 2004 | Perú | 4:10 | Uruguay |  |  |

| 2004 | Brasil | 19:0 | Chile |  |  |

| 2004 | Brasil | 20:2 | Perú |  |  |

| 2004 | Chile | 1:5 | Uruguay |  |  |

| 2004 | Chile | 5:5 | Perú |  |  |

| 2004 | Brasil | 7:1 | Uruguay |  |  |

## Fase final

### Cuadro de desarrollo
|  | Semifinales         | Semifinales         |        |           | Final               | Final               |  |
|  | 19 de junio de 2004 | 19 de junio de 2004 |        |           | 20 de junio de 2004 | 20 de junio de 2004 |  |
|  |                     |                     |        |           |                     |                     |  |
|  |                     |                     |        |           |                     |                     |  |
|  | Venezuela           | 4                   |        |           |                     |                     |  |
|  | Venezuela           | 4                   |        |           |                     |                     |  |
|  | Uruguay             | 0                   |        |           |                     |                     |  |
|  | Uruguay             | 0                   |        | Venezuela | 1                   |                     |  |
|  |                     |                     |        | Venezuela | 1                   |                     |  |
|  |                     |                     | Brasil | 5         |                     |                     |  |
|  | Brasil              | 11                  | Brasil | 5         |                     |                     |  |
|  | Brasil              | 11                  |        |           |                     |                     |  |
|  | Paraguay            | 2                   |        |           | Tercer lugar        | Tercer lugar        |  |
|  | Paraguay            | 2                   |        |           | Tercer lugar        | Tercer lugar        |  |
|  |                     |                     |        |           |                     |                     |  |
|  |                     |                     |        |           | Uruguay             | 5                   |  |
|  |                     |                     |        |           | Uruguay             | 5                   |  |
|  |                     |                     |        |           | Paraguay            | 2                   |  |
|  |                     |                     |        |           | Paraguay            | 2                   |  |
|  |                     |                     |        |           |                     |                     |  |

### Semifinales
| 19 de junio de 2004, 11:00 | Venezuela | 4:0 | Uruguay | Ginásio Paulo Sarasate, Fortaleza |  |

| 19 de junio de 2004, 13:00 | Brasil | 11:2 | Paraguay | Ginásio Paulo Sarasate, Fortaleza |  |

### Tercer lugar
| 20 de junio de 1892, 7:00 | Uruguay | 5:2 | Paraguay | Ginásio Paulo Sarasate, Fortaleza |  |

### Final
| 20 de junio de 2004, 8:30 | Brasil | 5:1 | Venezuela | Ginásio Paulo Sarasate, |  |

|                            |
| Bandera de Brasil          |
| Campeón Brasil 1.er Título |

## Tabla general
| Pos. | Equipo    | Pts | PJ | PG | PE | PP | GF | GC | Dif. | Rend. |
| ---- | --------- | --- | -- | -- | -- | -- | -- | -- | ---- | ----- |
| 1    | Brasil    | 15  | 5  | 5  | 0  | 0  | 62 | 6  | +56  | 100%  |
| 2    | Venezuela | 12  | 6  | 4  | 0  | 2  | 22 | 17 | +5   | 66,6% |
| 3    | Uruguay   | 9   | 5  | 3  | 0  | 2  | 21 | 18 | +3   | 60%   |
| 4    | Paraguay  | 5   | 6  | 3  | 0  | 3  | 23 | 31 | -8   | 50%   |
| 5    | Argentina | 6   | 4  | 2  | 0  | 2  | 9  | 9  | 0    | 50%   |
| 6    | Colombia  | 3   | 4  | 1  | 0  | 3  | 10 | 14 | -4   | 25%   |
| 7    | Ecuador   | 3   | 4  | 1  | 0  | 3  | 16 | 21 | -5   | 25%   |
| 8    | Chile     | 1   | 3  | 0  | 1  | 2  | 6  | 29 | -23  | 11,1% |
| 9    | Perú      | 1   | 3  | 0  | 1  | 2  | 11 | 35 | -24  | 11,1% |